# Fikobiliny

Przykładowe fikobiliny
1. fikocyjanobilina (chromofor niebieski)
2. fikoerytrobilina (chromofor czerwony)
Różnice w strukturze (inne położenie jednego z wiązań podwójnych) zaznaczono kolorem zielonym

Fikobiliny (gr. φύκος (fikos) – glon oraz łac. bilis – żółć) – chromofory występujące u sinic oraz w chloroplastach glaukocystofitów, krasnorostów i kryptomonad. Fikobiliny, jako jedyne barwniki fotosyntetyczne są rozpuszczalne w wodzie, w połączeniu z odpowiednimi białkami tworzą struktury antenowe zwane fikobilisomami, które przekazują energię pochłoniętych fotonów na cząsteczki chlorofili fotoukładu II.
Fikobiliny szczególnie wydajnie absorbują światło czerwone, pomarańczowe, żółte i zielone, czyli w zakresie długości fali częściowo nieabsorbowanym przez chlorofile. Organizmy żyjące w wodach płytkich posiadają zazwyczaj fikobiliny absorbujące światło żółte i czerwone, natomiast żyjące w wodach głębszych – światło zielone.
Fikobiliny wykazują fluorescencję i są często wykorzystywane w technikach immunofluorescencyjnych jako znaczniki fluorescencyjne przyłączane do przeciwciał.

## Typy
Znane są cztery typy fikobilin:
- fikocyjanobilina (niebieska),
- fikoerytrobilina (czerwona),
- fikourobilina (pomarańczowa),
- fikowiolobilina (purpurowofioletowa).

Fikobiliny te występują w różnych kombinacjach z fikobiliproteinami, tworząc np. fikocyjaninę lub fikoerytrynę.

## Budowa
Z chemicznego punktu widzenia fikobiliny zbudowane są na podstawie szkieletu tetrapirolowego – otwartego łańcucha czterech pierścieni pirolowych Podobny szkielet tetrapirolowy ma bilirubina występująca w żółci (bilirubina, podobnie jak fikobiliny, jest światłoczuła, co wykorzystuje się w fototerapii żółtaczki noworodków) oraz fitochrom, natomiast w chlorofilu i hemie zbudowane są z czterech cząsteczek pirolu zamkniętych w pierścień porfirynowy.